# Lekka kolej w Norfolk
Lekka kolej w Norfolk (ang. Tide Light Rail) – system lekkiej kolei działający w Norfolk w Stanach Zjednoczonych. 

## Historia
Pierwsze plany budowy linii tramwajowej z Norfolku do Virginia Beach, wzdłuż linii kolejowej należącej do Norfolk Southern (NS) powstały w 1999. Podczas referendum mieszkańcy Virginia Beach nie zgodzili się na budowę linii i rada miejska postanowiła zawiesić ten projekt na okres 10 lat. Jednak miasto Norfolk było zainteresowane budową linii i w 2006 wprowadziło projekt na listę z dofinansowaniem federalnym, które zostało przyznane w 2007. Początkowo cena projektu miała wynosić 232 mln dolarów. Jednak w czasie realizacji inwestycji koszt wzrósł i obecnie wynosi 288 mln dolarów. Budowana linia o długości 11,9 km z 11 przystankami przebiega wyłącznie przez miasto Norfolk. Tramwaje na tej linii mają kursować w szczycie co 7,5 min, a poza co 15 minut. Planowane jest nadal przedłużenie linii o 17 km do Virginia Beach za kwotę 432 mln dolarów. Otwarcie linii nastąpiło 19 sierpnia 2011.

## Tabor
Do obsługi linii, w 2007 zamówiono w niemieckiej fabryce Siemens AG, 9 składów tramwajowych Siemens Avanto. Pierwszy z nich został dostarczony 9 października 2009.